# Crescencio Gutiérrez
Crescencio Gutiérrez (26. října 1933 Guadalajara – 21. července 2025) byl mexický fotbalista, útočník.

## Fotbalová kariéra
V mexické lize hrál za CD Guadalajara. S týmem CD Guadalajara získal 5 mistrovských titulů. Kariéru zakončil v týmu CD Morelia. Za reprezentaci Mexika nastoupil v letech 1957–1961 ve 12 utkáních a dal 6 gólů. Byl členem mexické reprezentace na Mistrovství světa ve fotbale 1958, nastoupil ve všech 3 utkáních.

## Ligová bilance
| Ročník                    | Zápasy | Góly | Klub           |
| ------------------------- | ------ | ---- | -------------- |
| 1. mexická liga 1951/1952 | -      | -    | CD Guadalajara |
| 1. mexická liga 1952/1953 | -      | -    | CD Guadalajara |
| 1. mexická liga 1953/1954 | -      | -    | CD Guadalajara |
| 1. mexická liga 1954/1955 | -      | -    | CD Guadalajara |
| 1. mexická liga 1955/1956 | -      | -    | CD Guadalajara |
| 1. mexická liga 1956/1957 | 23     | 19   | CD Guadalajara |
| 1. mexická liga 1957/1958 | -      | -    | CD Guadalajara |
| 1. mexická liga 1958/1959 | -      | -    | CD Guadalajara |
| 1. mexická liga 1959/1960 | -      | -    | CD Guadalajara |
| 1. mexická liga 1960/1961 | -      | -    | CD Guadalajara |
| 1. mexická liga 1961/1962 | -      | -    | CD Guadalajara |
| 1. mexická liga 1962/1963 | -      | -    | CD Morelia     |
| CELKEM 1. liga            | -      | -    |                |